# Tampala
A tampala, também conhecida como bredo, caruru ou caruru-de-mancha (Amaranthus tricolor), é uma espécie de planta herbácea da família Amaranthaceae. Oriunda da Ásia, é utilizada por diversas culturas do mundo como alimento e como planta ornamental.
Possui caule ereto, ramificado, alcançando de 0,5 a 1,5 metros de altura. Suas folhas são lanceoladas a ovaladas, com longos pecíolos, podendo apresentar diversas cores.